# Nder (village)
Nder (ou N'Der ou Ndeer) est un village du nord du Sénégal, situé sur la rive occidentale du lac de Guiers.

## Histoire
Nder faisait partie du royaume du Waalo. Le brak y a eu sa résidence.
L'histoire du village est marqué par une tragédie. En novembre 1820 les femmes de Nder, à bout de résistance, ont choisi de s'immoler collectivement plutôt que de tomber entre les mains d'esclavagistes maures et Toucouleurs.

## Administration
Nder fait partie de la communauté rurale de Ngnith, dans le département de Dagana (région de Saint-Louis).

## Géographie
Les localités les plus proches sont Sadiale, Nieti Yone, Mbane et Naere.

### Population
Lors du dernier recensement, Nder comptait 868 habitants et 101 ménages.
La population est musulmane

### Activités économiques
Les activités génératrices de revenus sont peu diversifiées (petit commerce, cultures légumières).